# Forggen
Forggen ist eine in den 1950er Jahren abgegangene Ortschaft auf dem Gebiet der bayerisch-schwäbischen Gemeinde Schwangau.

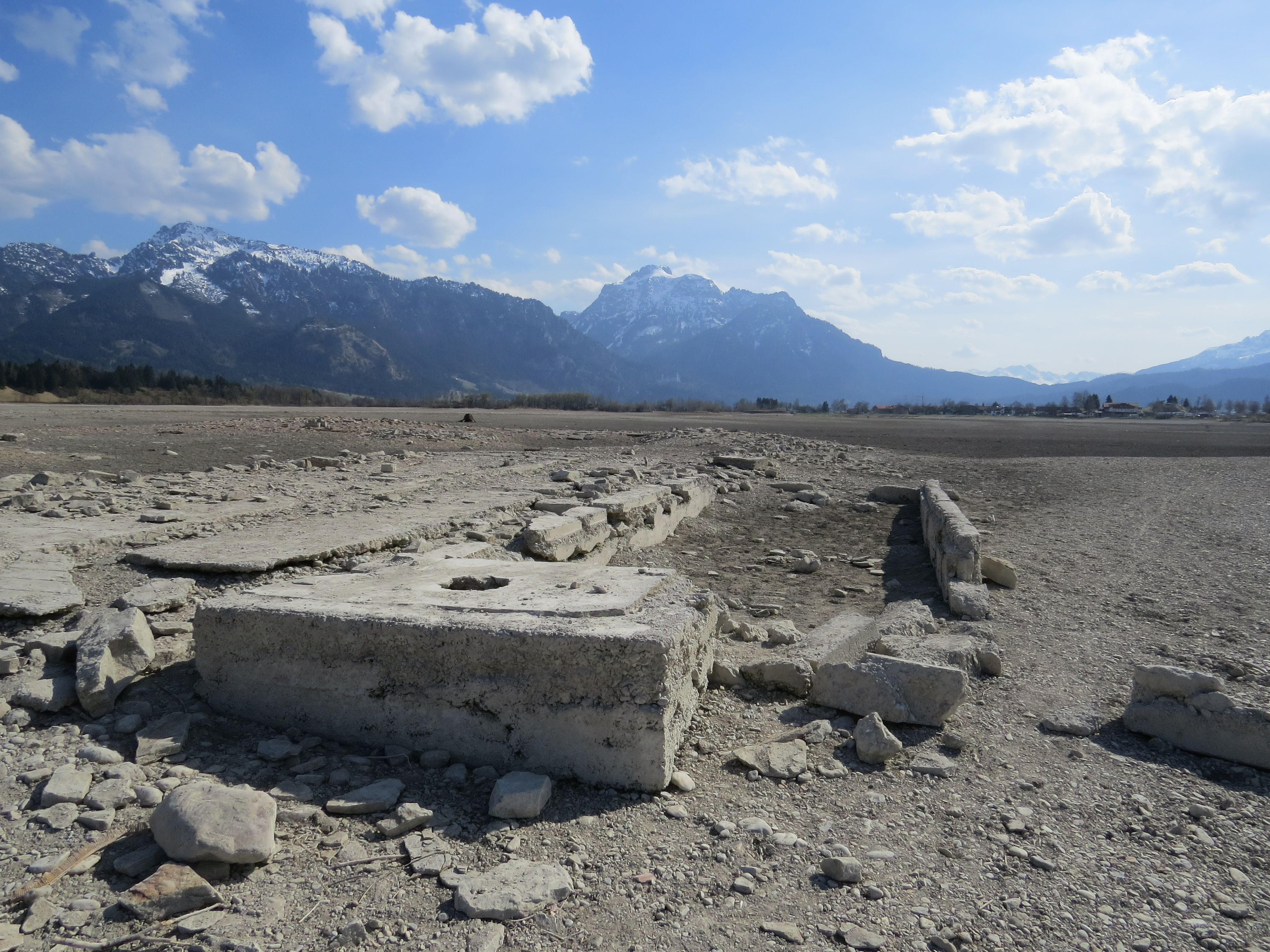
Reste des Weilers Forggen

Der Weiler lag auf 775 m ü. NN, etwa drei Kilometer nördlich des Ortes Schwangau und östlich des Lechs auf dem Gelände des heutigen Forggensees. Westlich war Wald, im Osten befand sich die Ebene der Forggener Wiesen. Durch Forggen floss die Mühlberger Ach.
1644 wurde die bischöfliche Mühle von Waltenhofen nach Forggen verlegt. Das Gebäude bestand bis zum Schluss.
1950 lebten in dem Ort 30 Personen in 5 Wohngebäuden.
Beim Bau des Stausees Forggensee musste Forggen abgebrochen werden und das Gebiet wurde 1954 überschwemmt. Für die Bewohner wurden ortsnah neue Höfe gefunden oder neue Häuser gebaut.
Im Winter wird der Stausee abgelassen und die Reste der versunkenen Ortschaften werden wieder sichtbar.

## Weblink
- Forggen auf BayernAtlas Zeitreise (Karte von 1950)